# Comunità economiche regionali
Le comunità economiche regionali (in inglese:  Regional Economic Communities - REC) in Africa raggruppano singoli paesi in subregioni allo scopo di raggiungere una maggiore integrazione economica. Sono rietenute le componenti fondamentali dell'Unione africana (African Union - AU) e sono anche centrali nella strategia di implementazione della Nuova associazione per lo sviluppo dell'Africa (New Partnership for Africa's Development - NEPAD).

## Elenco delle comunità economiche regionali riconosciute dall'Unione africana
Attualmente, ci sono otto REC riconosciute dall'AU, ciascuna costituita mediante un distinto trattato regionale, e sono le seguenti:
- Unione del Maghreb arabo (Arab Maghreb Union - UMA/AMU)
- Mercato comune dell'Africa orientale e meridionale (Common Market for Eastern and Southern Africa - COMESA)
- Comunità degli Stati del Sahel e del Sahara (Community of Sahel-Saharan States -  CEN-SAD)
- Comunità dell'Africa orientale (East African Community - EAC)
- Comunità economica degli Stati dell'Africa centrale (Economic Community of Central African States - ECCAS)
- Comunità economica degli Stati dell'Africa occidentale (Economic Community of West African States - ECOWAS)
- Autorità intergovernativa per lo sviluppo (Intergovernmental Authority on Development - IGAD)
- Comunità di sviluppo dell'Africa meridionale (Southern Africa Development Community - SADC)

## Antefatti
Dalla sua costituzione nel 1963, l'Organizzazione dell'unità africana (Organisation of African Unity - OAU) ha identificato la necessità di integrazione economica del continente come prerequisito per lo sviluppo economico.
Il Piano d'Azione di Lagos per lo Sviluppo dell'Africa del 1980, seguito nel 1991 dal trattato costitutivo della Comunità Economica Africana (conosciuto anche come Trattato di Abuja), ha proposto la creazione di comunità economiche regionali (REC) come basi per l'integrazione africana, con una tabella di marcia che prevedeva dapprima l'integrazione regionale, cui sarebbe seguita l'integrazione continentale. Il trattato stabiliva che la Comunità Economica Africana venisse creata attraverso un processo graduale, suddiviso in 6 stadi da realizzare nel corso di 34 anni, e quindi entro il 2028.
L'articolo 88 del Trattato di Abuja stabilisce che il fondamento della Comunità economica africana è la progressiva integrazione delle attività delle REC, con l'instaurazione della completa integrazione economica continentale come obiettivo finale verso il quale le attività delle REC esistenti e future devono essere conformate. Un Protocollo sulle relazioni tra l'AEC e le REC entrò in vigore il 25 febbraio 1998.
Nel 2000, il vertice congiunto di OAU ed AEC, tenuto a Lomé, adottò l'Atto Costitutivo dell'Unione africana, la quale rimpiazzò formalmente la OAU nel 2002. Il vertice finale della OAU, tenuto a Lusaka dal 9 all'11 luglio 2001, riaffermò lo status delle REC all'interno dell'Unione africana e la necessità del loro pieno coinvolgimento nella formulazione e nell'implementazione di tutti i programmi dell'Unione.
Allo stesso tempo, venne riconosciuto che la struttura esistente delle REC era lontana da quella ideale, con molte partecipazioni sovrapposte. Al vertice tenuto a Maputo nel 2003, venne richiesto alla Commissione dell'Unione africana di accelerare la preparazione di una nuova bozza del Protocollo sulle relazioni tra l'Unione africana e le REC. La razionalizzazione delle REC costituì il tema del vertice dell'Unione Africana tenuto a Banjul nel luglio 2006. Al vertice tenuto ad Accra nel luglio 2007, l'Assemblea dell'Unione Africana adottò un Protocollo sulle Relazioni tra l'Unione Africana e le Comunità Economiche Regionali. Tale protocollo è stato progettato al fine di agevolare l'armonizzazione delle politiche e assicurare la conformità con le tempistiche previste dal Trattato di Abuja e dal Piano d'Azione di Lagos.

## Sfide affrontate dalle REC
Alcune REC si sovrappongono in termini di stati membri; ad esempio, nell'Africa Orientale, Kenya e Uganda sono membri della EAC e del COMESA, mentre la Tanzania, anch'essa membro della EAC, ha abbandonato il COMESA per aderire alla SADC nel 2001. Queste partecipazioni multiple creano confusione, con duplicazioni e, a volte, anche competizioni tra le attività, ponendo inoltre carichi aggiuntivi sul personale degli affari esteri già sovraccaricato dal dover partecipare a tutti i vari vertici e incontri.
Inoltre ci sono altri enti di cooperazione economica regionale non ufficialmente riconosciuti dall'Unione africana come REC, inclusi i seguenti:
- Comunità economica e monetaria dell'Africa centrale (Economic and Monetary Community of Central Africa - CEMAC)
- Unione economica e monetaria dell'Africa occidentale (West African Economic and Monetary Union - UEMOA/WAEMU)
- Comunità economica dei Paesi dei Grandi Laghi (Economic Community of the Great Lakes Countries - CEPGL)
- Commissione dell'Oceano Indiano (Indian Ocean Commission - IOC)
- Unione del Fiume Mano (Mano River Union - MRU)
- Unione doganale dell'Africa meridionale (Southern African Customs Union - SACU).

Anche altre strutture di cooperazione regionale non necessariamente focalizzate sull'integrazione economica hanno alcune autorità sovrapposte, inclusi:
- accordi di pace e sicurezza, come la Conferenza Internazionale per la Regione dei Grandi Laghi (International Conference for the Great Lakes Region - CIRGL/ICGLR); e
- accordi per la gestione di bacini fluviali, come l'Organizzazione per la valorizzazione del Fiume Senegal (Organisation pour la mise en valeur du fleuve Sénégal - OMVS).

La capacità interna delle REC è considerevolmente variabile; tra queste comunque, ECOWAS, SADC ed EAC sono le più sviluppate. Inoltre, sebbene le REC siano considerate le componenti fondamentali dell'Unione africana, non c'è chiara evidenza che tutte le REC esistenti abbiano l'obiettivo dell'integrazione continentale nel lungo termine, né che all'interno di tutte le REC ci sia la volontà politica di subordinare gli interessi regionali ai primari imperativi dell'Unione.

### REC riconosciute dall'Unione africana
- Unione del Maghreb Arabo (UMA)
- Mercato comune dell'Africa orientale e meridionale (COMESA)
- Comunità degli Stati del Sahel e del Sahara Archiviato il 18 marzo 2008 in Internet Archive. (CEN-SAD)
- Comunità dell'Africa orientale (EAC)
- Comunità economica degli Stati dell'Africa centrale (ECCAS)
- Comunità economica degli Stati dell'Africa occidentale Archiviato il 16 settembre 2008 in Internet Archive. (ECOWAS)
- Autorità intergovernativa per lo sviluppo (IGAD)
- Comunità di sviluppo dell'Africa meridionale (SADC)

### Altre organizzazioni
- Comunità economica e monetaria dell'Africa centrale (CEMAC)
- Unione economica e monetaria dell'Africa occidentale (UEMOA/WAEMU)
- Conferenza internazionale sulla Regione dei Grandi Laghi (CIRGL/ICGLR)
- Commissione dell'Oceano Indiano (IOC)
- Unione del Fiume Mano (MRU)
- Unione doganale dell'Africa meridionale (SACU)